# فردی مانسولد
فردی مانسولد (انگلیسی: Freddy Mansveld؛ زادهٔ ۲ اوت ۱۹۱۱) از ورزشکاران و مدال‌آوران در بازی‌های المپیک زمستانی اهل بلژیک است.